# Orb (fiume)
L'Orb è un fiume francese che nasce dal monte Bouviala, nei monti dell'Escandorgue, nel dipartimento dell'Aveyron, e dopo un percorso di poco più di 135 km sfocia nel Mar Mediterraneo a Valras-Plage.

## Corso
Dopo aver lasciato il territorio di Roqueredonde, il fiume attraversa i comuni di Ceilhes-et-Rocozels e di Avène, forma nel territorio di quest'ultimo un lago artificiale provocato da una diga che ne sbarra il corso. Nel prosieguo percorre le cosiddette "gole dell'Orb" fino a Le Bousquet-d'Orb. All'altezza di Bédarieux il fiume compie una curva verso ovest correndo intorno ai monti Faugères in gole strette: dopo essere passato dalla città termale di Lamalou-les-Bains, gira in direzione di Tarassac, ove riceve le acque del Jaur, per poi riprendere il percorso in strette gole in direzione di Roquebrun. Qualche chilometro prima di Cessenon-sur-Orb, il fiume raggiunge la piana del Biterrois e raggiunge poi Béziers ove incrocia il Canal du Midi, che lo attraversa tramite un ponte-canale.
Circa 15 km dopo Bèziers l'Orb sfocia nel Mediterraneo nel territorio del comune di Valras-Plage.

## Affluenti
Nel suo percorso l'Orb riceve le acque di numerosi affluenti, ma si tratta di corsi d'acqua di secondaria importanza.

## Località attraversate
L'Orb attraversa numerosi comuni nel suo percorso fra le sorgenti e la foce (elenco in ordine alfabetico):
- Les Aires
- Avène
- Bédarieux
- Béziers
- Le Bousquet-d'Orb
- Causses-et-Veyran
- Cazouls-lès-Béziers
- Ceilhes-et-Rocozels
- Cessenon-sur-Orb
- Le Clapier
- Colombières-sur-Orb

- Cornus
- Fondamente
- Hérépian
- Joncels
- Lamalou-les-Bains
- Lignan-sur-Orb
- Lunas
- Maraussan
- Mons
- Murviel-lès-Béziers
- Le Poujol-sur-Orb

- Romiguières
- Roquebrun
- Roqueredonde
- Saint-Martin-de-l'Arçon
- Sauvian
- Sérignan
- Thézan-lès-Béziers
- la Tour-sur-Orb
- Valras-Plage
- Vieussan
- Villeneuve-lès-Béziers

## Immagini dell'Orb

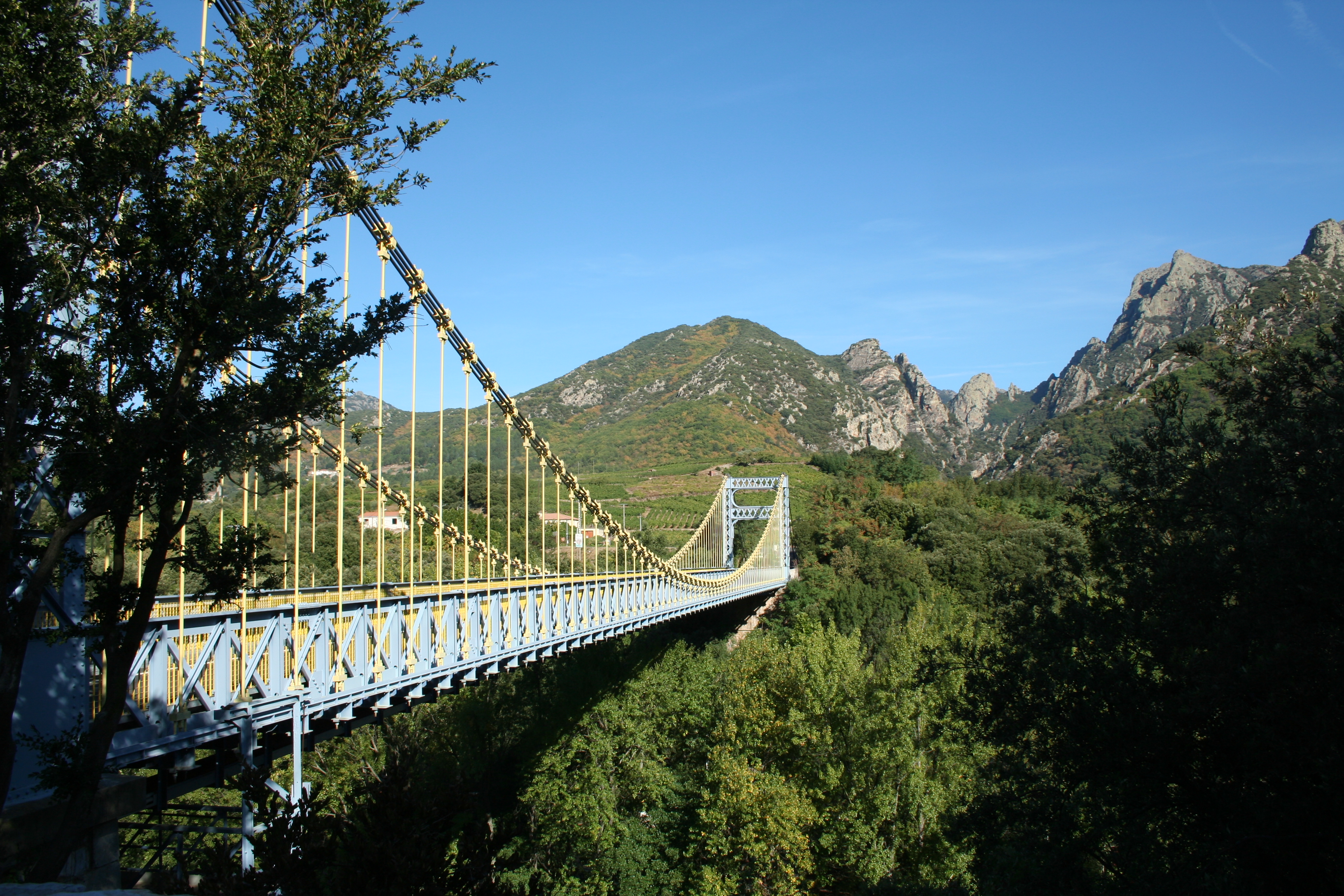
Ponte di Tarassac.
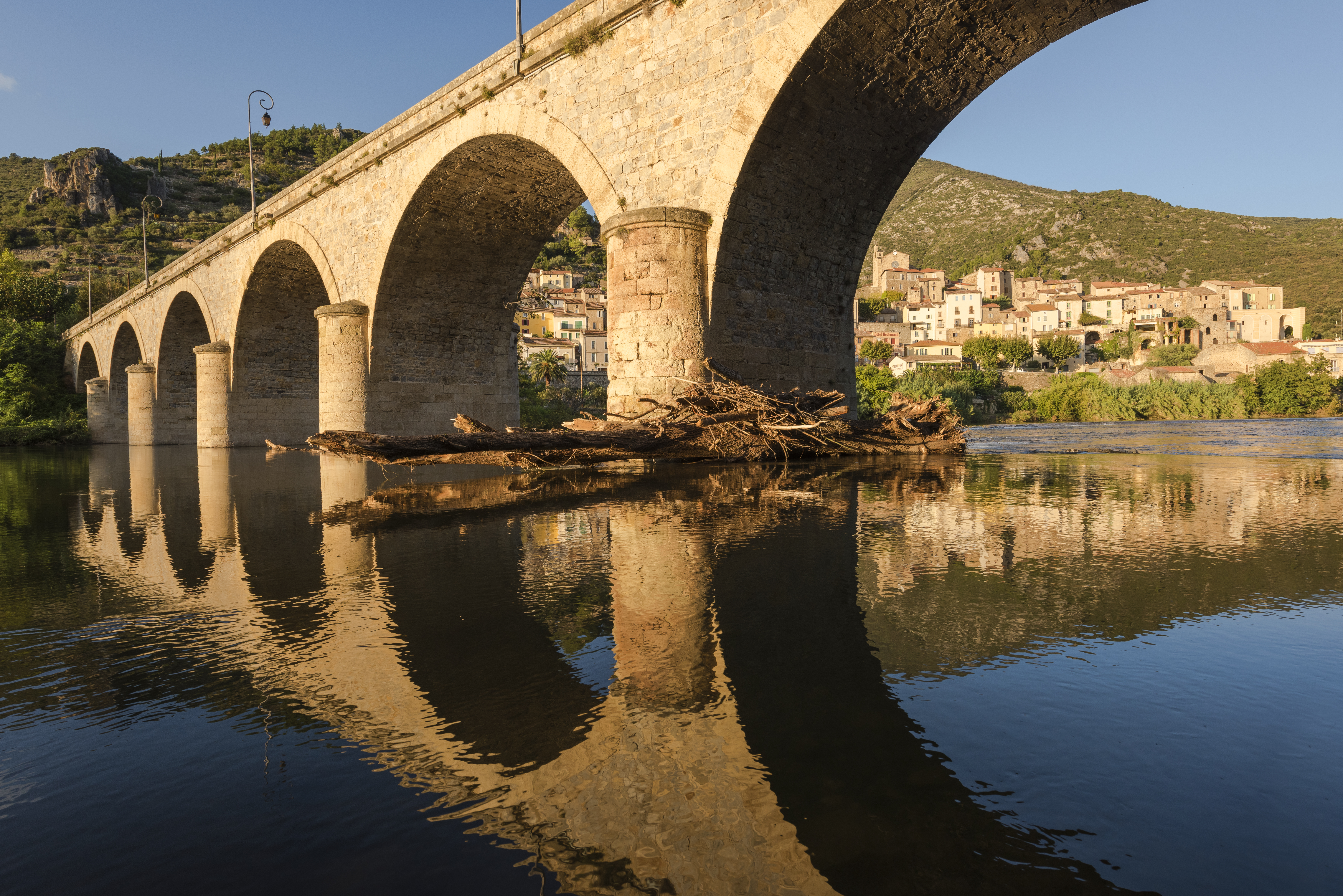
Il ponte sull'Orb a Roquebrun
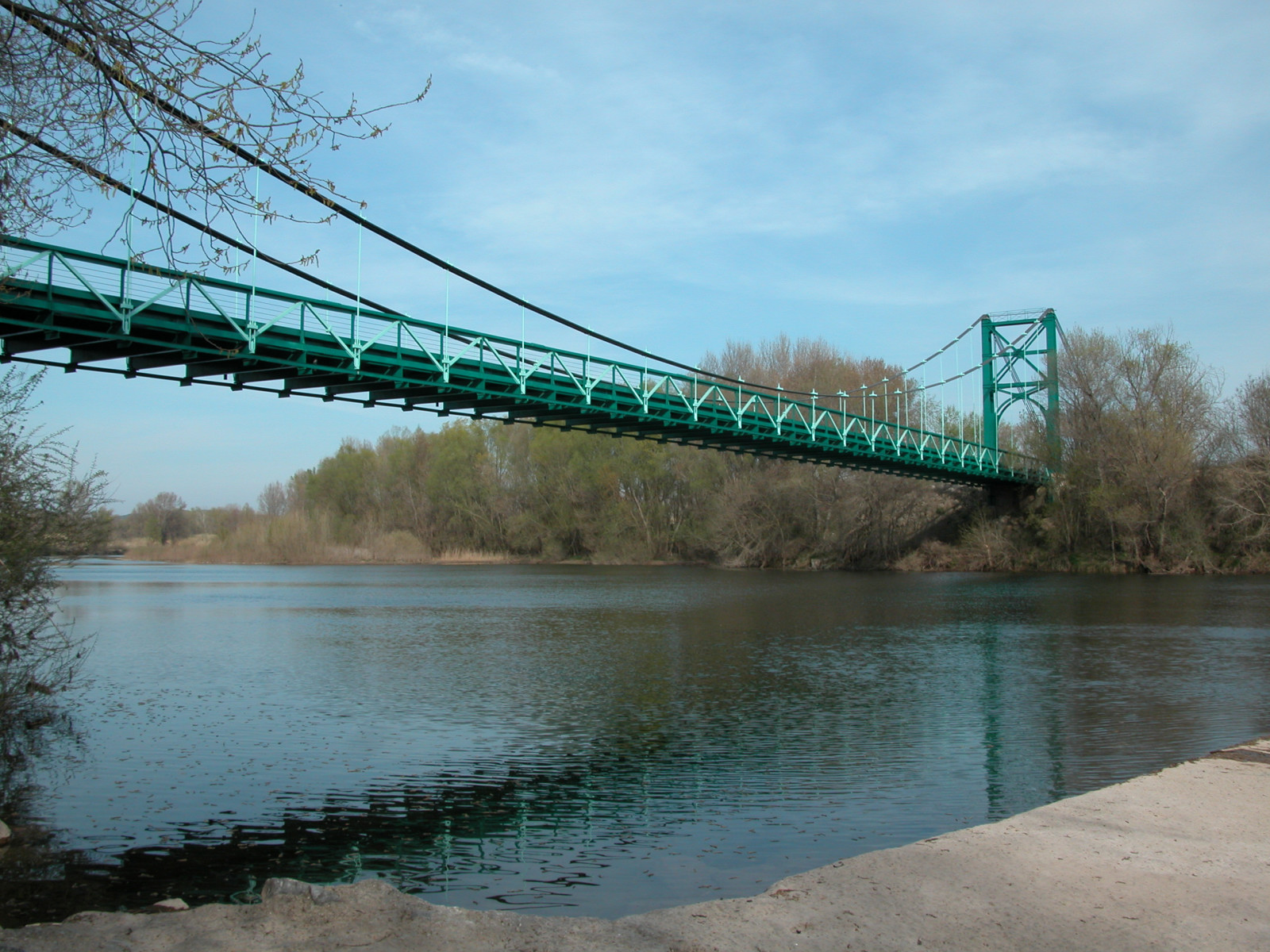
Ponte di Cazouls
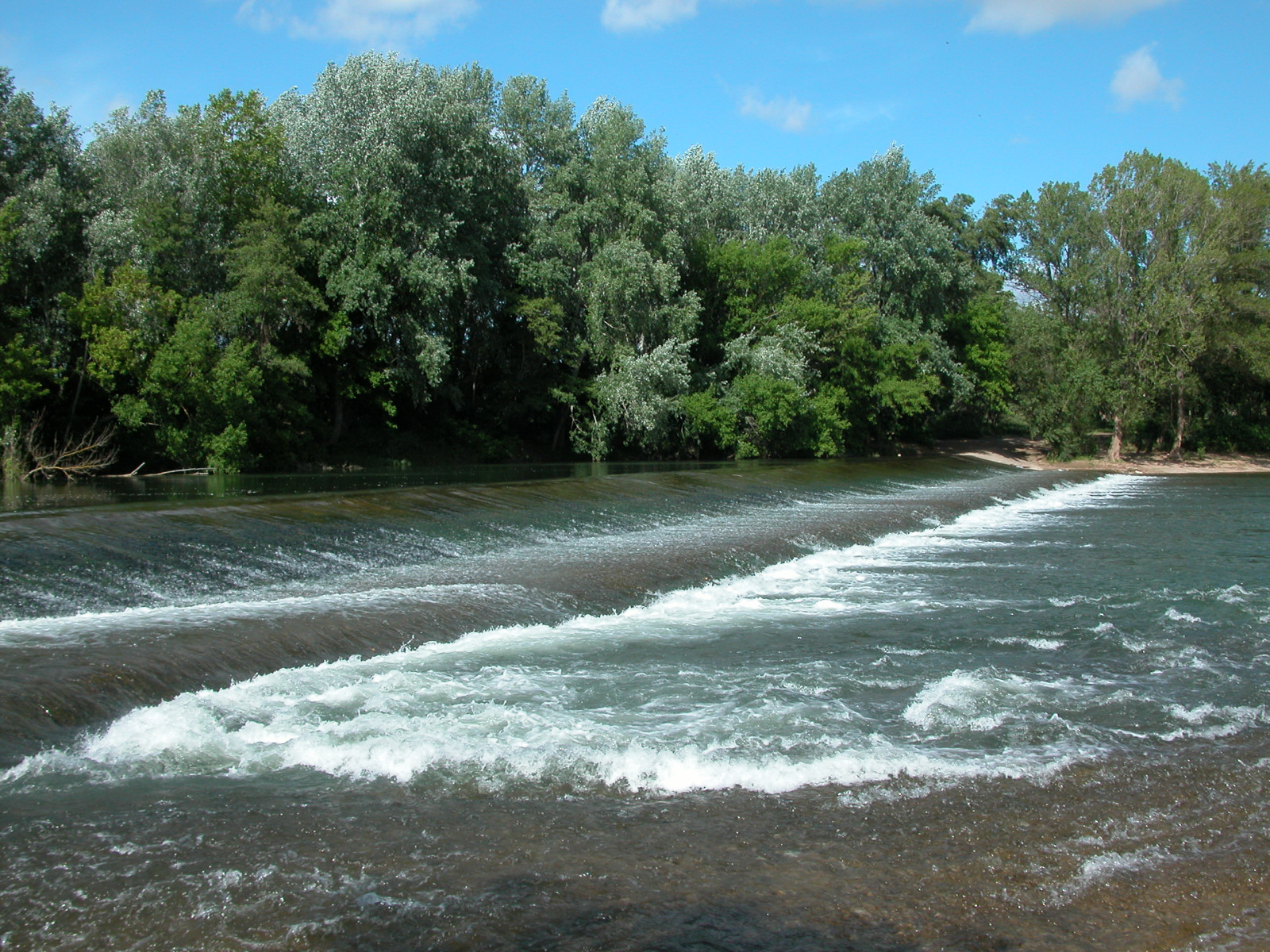
Diga sull'Orb a Maraussan
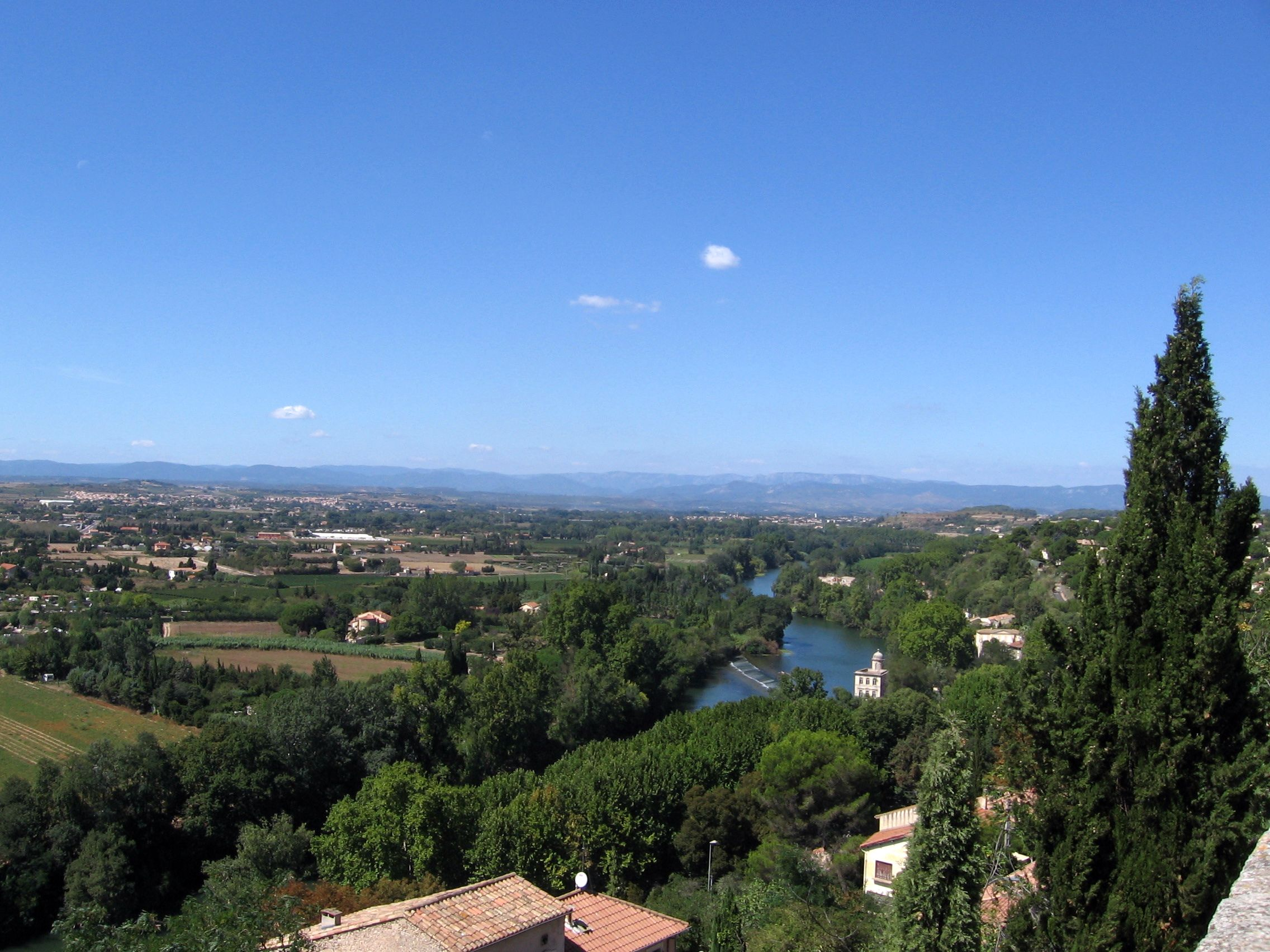
L'Orb nella piana della Linguadoca. Sullo sfondo: il massiccio del Caroux-Espinouse
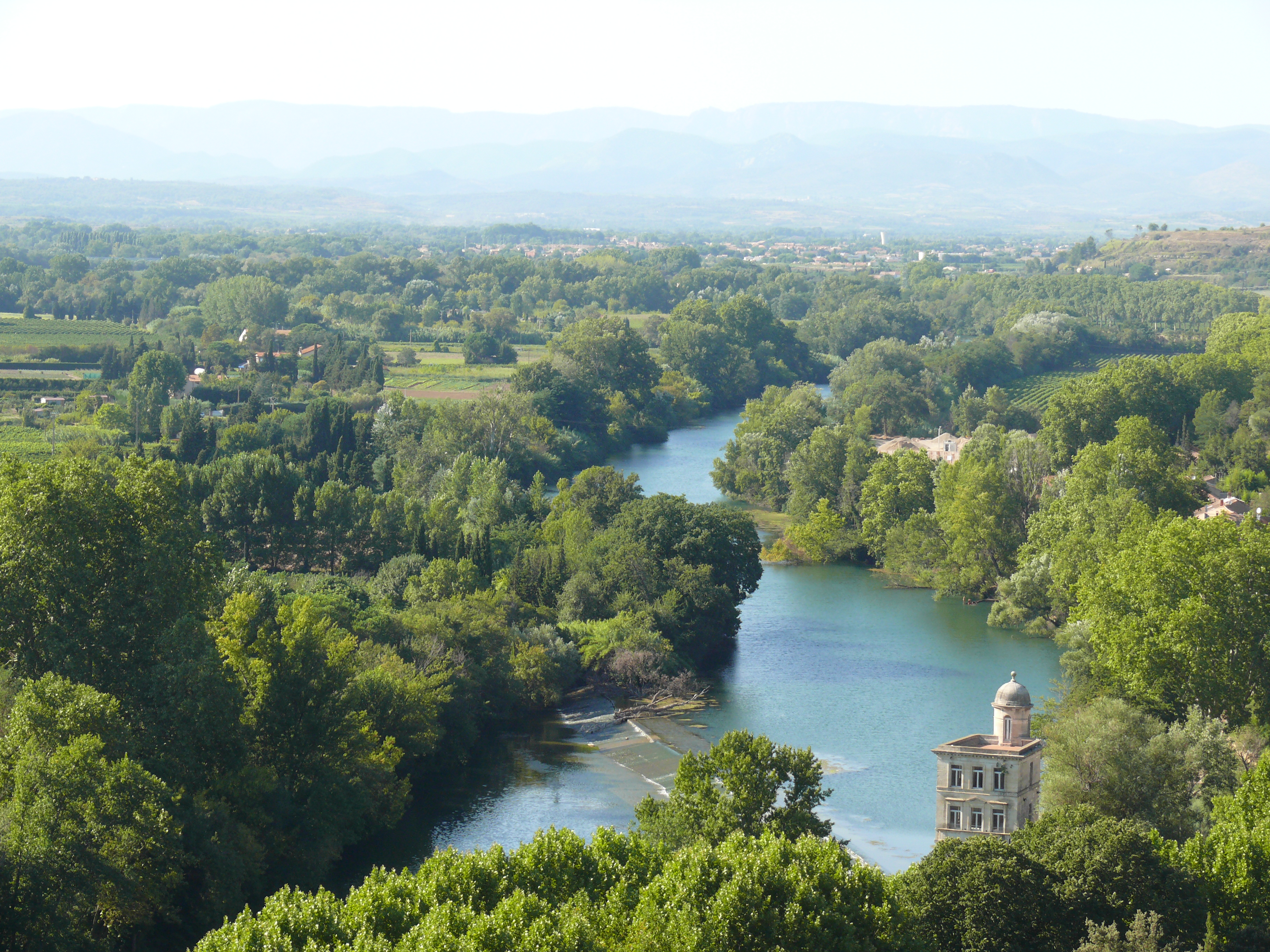
L'Orb a Béziers
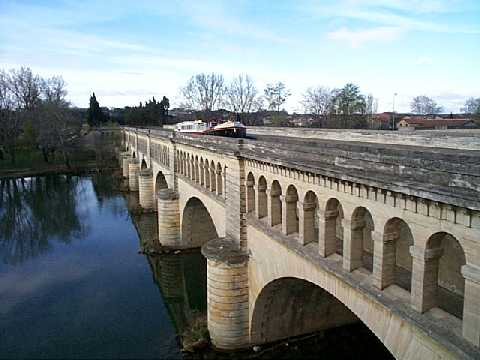
Ponte-canale sul fiume Orb, presso Béziers